# Batracobdella
Batracobdella är ett släkte av ringmaskar. Batracobdella ingår i familjen broskiglar.
Släktet innehåller bara arten Batracobdella paludosa.